# 406 př. n. l.

## Úmrtí
- Eurípidés (* asi 480 př. n. l.), starořecký dramatik, básník a filozof
- Sofoklés (* 497/496 př. n. l.), starořecký dramatik, kněz a politik v Athénách

## Hlava státu
- Perská říše – Dareios II. (423 – 404 př. n. l.)
- Egypt – Dareios II. (423 – 404 př. n. l.)
- Bosporská říše – Satyrus (433 – 389 př. n. l.)
- Sparta – Pausaniás (409 – 395 př. n. l.) a Ágis II. (427 – 399 př. n. l.)
- Athény – Antigenes (407 – 406 př. n. l.) » Callias Angelides (406 – 405 př. n. l.)
- Makedonie – Archeláos (413 – 399 př. n. l.)
- Epirus – Tharrhypas (430 – 392 př. n. l.)
- Odryská Thrácie – Amadocus I. (408 – 389 př. n. l.)
- Římská republika – tribunové P. Cornelius Rutilus Cossus, N. Fabius Ambustus, Cn. Cornelius Cossus a L. Valerius Potitus (406 př. n. l.)
- Kartágo – Hannibal Mago (440 – 406 př. n. l.) » Himilco II. (406 – 396 př. n. l.)